# Diocèse de Palmira
Le diocèse de Palmira (en latin : en latin : Dioecesis Palmirana ; en espagnol : Diócesis de Palmira) est un diocèse de l'Église catholique en Colombie, suffragant de l'archidiocèse de Cali.

## Territoire

Il comprend les municipalités de Calima el Darién, Candelaria, Cerrito, Florida, Ginebra, Palmira, Pradera, Restrepo, Vijes et Yotoco du département de Valle del Cauca ce qui correspond à un territoire d'une superficie de 4 976 km2 divisé en 49 paroisses.
Le siège épiscopal est dans la ville de Palmira où se trouve la cathédrale Notre-Dame-du-Rosaire de Palmar.

## Historique
Le diocèse est érigé le 17 décembre 1952 par la constitution apostolique Romanorum partes du pape Pie XII en prenant une partie du territoire du diocèse de Cali (aujourd'hui archidiocèse de Cali) et de l'archidiocèse de Popayán.
Nommé suffragant de l'archidiocèse de Popayán lors de sa création, il intègre la province ecclésiastique de l'archidiocèse de Cali le 20 juin 1964 par la constitution apostolique Quamquam Christi du pape Paul VI.
Le 29 juin 1966, il reçoit quelques municipalités de l'archidiocèse de Cali et cède une portion de son territoire pour l'érection du diocèse de Buga.

## Évêques
- Jesús Antonio Castro Becerra (18 décembre 1952 - 20 août 1983)
- José Mario Escobar Serna (20 août 1983 - 13 octobre 2000)
- Orlando Antonio Corrales García (9 avril 2001 - 12 janvier 2007), nommé archevêque de Santa Fe de Antioquia
- Abraham Escudero Montoya (2 février 2007 - 6 novembre 2009)
- Edgar de Jesús García Gil (24 mai 2010 - 31 mai 2024)
- Rodrigo Gallego Trujillo, depuis le 31 mai 2024